# Kirsten Haglund
Kirsten Iora Müller-Daubermann, née Haglund le 14 septembre 1988 à Farmington Hills, dans le Michigan, aux États-Unis, est une reine de beauté américaine, élue Miss Michigan (en) 2007, puis Miss America 2008,. Elle est également conférencière, activiste pour la sensibilisation aux troubles alimentaires, une commentatrice et la présidente de la fondation Kirsten Haglund.

### Source de la traduction
- (en) Cet article est partiellement ou en totalité issu de l’article de Wikipédia en anglais intitulé « Kirsten Haglund » (voir la liste des auteurs).